# Ječam
Ječam (lat. Hordeum), biljni rod jednogodišnjih i dvogodišnjih raslinja i trajnica iz porodice trava. Podrijetlom je iz Eurazije, a neke vrste su i iz Afrike i Amerike. Najpoznatija vrsta ječam ozimac ili (H. vulgare) podrijetlom je iz Srednjeg istoka, a uzgaja se već najmanje 10.000 godina, a danas je raširen širom svijeta.
Neke od njegovih poznatih vrsta su stoklasica ili lukovičasti ječam (H. bulbosum), ječam dvoredac (H. distichon), muški ječam (H. jubatum), primorski ječam (H. marinum), 
Klasulja je ime dano za dvije različite vrste ječma, to je (H. secalinum), nazivan i livadni ječam i H. murinum zvan i stoklasa ili divlji ječam. Naziv stoklasica također dan je za dvije vrste, za H. murinum (ječam divlji) i H. bulbosum (lukovičasti ječam)
Šumski ječam nekada je pripisivan ovom rodu kao Hordeum europaeum (L.) All., danas čini zaseban rod s vrstom H. europaeus.
Predstavnici roda Hordeum dijele se u tri grupe s obzirom na broj kromosoma:  diploidne (2n=14 kromosoma), tetraploidne i heksaploidne. H. vulgare se dijeli na pet konvarijeteta:
1. dvoredni ječam   (Hordeum vulgare convar. distichum), koji najčešće služi za proizvodnju piva;
2. višeredni ječam  (Hordeum vulgare convar. hexastihum)
3. prijelazni ječam (Hordeum vulgare convar. intermedium)
4. nepotpuni ječam  (Hordeum vulgare convar. deficiens)
5. labilni ječam    (Hordeum vulgare convar. labile)

Priznato je 40 vrsta.

## Vrste
1. Hordeum aegiceras Nees ex Royle
2. Hordeum arizonicum Covas
3. Hordeum bogdanii Wilensky
4. Hordeum brachyantherum Nevski
5. Hordeum brachyatherum Phil.
6. Hordeum brevisubulatum (Trin.) Link
7. Hordeum bulbosum L.
8. Hordeum californicum Covas & Stebbins
9. Hordeum capense Thunb.
10. Hordeum chilense Roem. & Schult.
11. Hordeum comosum J.Presl
12. Hordeum cordobense Bothmer, N.Jacobsen & Nicora
13. Hordeum depressum (Scribn. & J.G.Sm.) Rydb.
14. Hordeum distichon L.
15. Hordeum erectifolium Bothmer, N.Jacobsen & R.B.Jørg.
16. Hordeum euclaston Steud.
17. Hordeum flexuosum Nees ex Steud.
18. Hordeum fuegianum Bothmer, N.Jacobsen & R.B.Jørg.
19. Hordeum guatemalense Bothmer, N.Jacobsen & R.B.Jørg.
20. Hordeum halophilum Griseb.
21. Hordeum jubatum L.
22. Hordeum × jungblutii Reichling
23. Hordeum × lagunculciforme (Bachteev) Nikif.
24. Hordeum lechleri (Steud.) Schenck
25. Hordeum marinum Huds.
26. Hordeum murinum L.
27. Hordeum muticum J.Presl
28. Hordeum parodii Covas
29. Hordeum patagonicum (Hauman) Covas
30. Hordeum × pavisii Préaub.
31. Hordeum procerum Nevski
32. Hordeum pubiflorum Hook.f.
33. Hordeum pusillum Nutt.
34. Hordeum roshevitzii Bowden
35. Hordeum secalinum Schreb.
36. Hordeum spontaneum K.Koch
37. Hordeum stenostachys Godr.
38. Hordeum tetraploidum Covas
39. Hordeum vulgare L.